# Абецеда страха
Абецеда страха је југословенски филм из 1961. године. Режирао га је Фадил Хаџић, а сценарио су писали Фадил Хаџић и Федор Видас.

## Улоге
| Глумац            | Улога                    |
| ----------------- | ------------------------ |
| Весна Бојанић     | Вера / Катица            |
| Јосип Запалорто   | Молнар                   |
| Нада Касапић      | Молнарова супруга        |
| Татјана Бељакова  | Елза Болнер              |
| Јасенка Кодрња    | Саша Болнер              |
| Макс Фуријан      | главни контраобавештајац |
| Миодраг Лончар    | Зденко                   |
| Дамир Мејовшек    | Томански                 |
| Ета Бортолаци     | Гошћа код Болнерових     |
| Лидија Цић        |                          |
| Ана Херцигоња     | Гошћа код Болнерових     |
| Олга Хофер        |                          |
| Илија Ивезић      | Полицијски агент         |
| Алба Кнезић       |                          |
| Невенка Лончарић  |                          |
| Вељко Маричић     | Немачки пуковник         |
| Јосип Маринковић  |                          |
| Драгољуб Марковић |                          |
| Фрањо Орсић       |                          |
| Хортензије Павић  |                          |
| Мартин Сагнер     | Шофер                    |
| Петар Симунда     |                          |
| Звонко Стрмац     | Инкасатор                |

Комплетна филмска екипа  ▼
| Редитељ                   | Фадил Хаџић              |                                             |
| Сценариста                | Фадил Хаџић              |                                             |
| Сценариста                | Федор Видаш              |                                             |
| Композитор                | Бојан Адамич             |                                             |
| Директор фотографије      | Томислав Пинтер          |                                             |
| Монтажер                  | Радојка Танхофер         | (као Радојка Иванчевић)                     |
| Сценограф                 | Мухарем Бибић            |                                             |
| Уметнички директор        | Здравко Зрински          |                                             |
| Костимограф               | Ружица Иштвановић Фанели |                                             |
| Одсек за шминку           | Лојзика Гал              | шминкерка                                   |
| Одсек за шминку           | Вида Иванчевић           | асистент шминке                             |
| Менаџер продукције        | Јосип Лулић              | директор филма                              |
| Менаџер продукције        | Живко Петровић           | помоћник директора филма                    |
| Помоћник режије           | Славко Андрес            | први помоћник редитеља (као Славко Андреас) |
| Помоћник режије           | Крсто Петањек            | помоћник редитеља                           |
| Уметнички одсек           | Павле Хофман             | набавни реквизитер                          |
| Уметнички одсек           | Стево Влаховић           | набавни реквизитер                          |
| Одсек за звук             | Мато Барбарић            | тон мајстор                                 |
| Одсек за звук             | Драго Фрањковић          | асистент звука                              |
| Одсек за звук             | Жељко Худек              | асистент звука                              |
| Одсек за звук             | Ивица Коблер             | миксер звука                                |
| Одсек за камеру и расвету | Будимир Мађер            | фотограф (као Будимир Мађар)                |
| Одсек за камеру и расвету | Звонимир Павичић         | сценски мајстор                             |
| Одсек за камеру и расвету | Ивица Рајковић           | пратилац камере                             |
| Одсек за камеру и расвету | Људевит Сикић            | пратилац камере                             |
| Одсек за камеру и расвету | Миливој Визинтин         | пратилац камере                             |
| Одсек за костим           | Марко Церовац            | набављач                                    |
| Одсек за костим           | Милица Чевид             | гардеробер                                  |
| Одсек за костим           | Љубица Плеић             | набављач                                    |
| Одсек за монтажу          | Мира Ђурић               | асистент монтажера                          |
| Одсек за монтажу          | Љиљана Вајлер            | асистент монтажера                          |
| Музички одсек             | Бојан Адамич             | диригент                                    |
| Музички одсек             | Лидија Јојић             | музички уредник                             |
| Остала екипа              | Звонимир Блечић          | секретар продукције                         |
| Остала екипа              | Иванка Танхофер          | секретар режије                             |
| Остала екипа              | Ивица Врховац            | продуцтион ассистант                        |

## Награде
Пула 62' - Новчана награда жирија Јосипу Заппалорту, Специјална диплома Максу Фурјану.